# 红瘰疣螈
紅瘰疣螈（學名Tylototriton shanjing）是東南亞特有的一種有毒蠑螈。
基于线粒体的系统发育研究认为红瘰疣螈和棕黑疣螈（Tylototriton verrucosus）标本的遗传分化非常小，红瘰疣螈应为棕黑疣螈的同物异名，但还存在争议，未被普遍接受。

## 特徵
紅瘰疣螈長約20厘米。頭部起脊及呈橙色，脊一直延伸到背部。脊邊有兩行橙色的疣，背部黑色。尾巴及腳都是橙色的。個別的橙色深淺也有不同。

## 分類
紅瘰疣螈長久以來都被分類在黑棕疣螈之中。

## 防衛
紅瘰疣螈是夜間活動的，脊骨及頭顱骨也特別厚。它們身體上橙色的疣其實是毒腺，當身體被抓時，它們會收縮肋骨來擠出毒液。這些毒液足以殺死約7500隻老鼠。

## 分佈及棲息地
紅瘰疣螈棲息在中國雲南的高山上，介乎海拔300-760米。它們棲息在亞熱帶森林內的水池及水流緩慢的河流。

## 食性
紅瘰疣螈一般吃細小的昆蟲，如蟋蟀及蠕蟲。飼養的紅瘰疣螈則會吃蠟蟲、蟋蟀及蚯蚓。